# Arash Motaraghebjafarpour
Arash Motaraghebjafarpour, född 19 mars 2003 är en svensk-iransk fotbollsspelare (försvarare) som spelar för Kalmar FF i Superettan.

## Uppväxt
Arash Motaraghebjafarpour föddes i Mashhad i Iran och spelade där främst fotboll med kompisar och i skolan. När han var nio år gammal flyttade familjen till Sverige och Uppsala där delar av släkten sedan tidigare bodde.

## Klubblagskarriär
Efter flytten till Sverige började Motaraghebjafarpour börja spela fotboll i moderklubben IFK Uppsala. Som 14-åring bytte han klubb till Uppsala-Kurd FK, vilkas akademiverksamhet kort därefter blev en del av Dalkurd FF. Efter att ha A-lagsdebuterat för samarbetsklubben Uppsala-Kurd FK i division 3 som 15-åring började Motaraghebjafarpour kort därpå figurera i A-laget, då han fick chansen hos Dalkurd FF på försäsongen 2019. Den 10 augusti 2019 fanns Motaraghebjafarpour för första gången också med på bänken i Superettan när Dalkurd FF ställdes mot Halmstads BK. Samma säsong var han också med och ledde Uppsala-Kurd FK till en uppflyttning till division 3.
Inför säsongen 2020 skrev Arash Motaraghebjafarpour på sitt första A-lagskontrakt med Dalkurd FF. Under sommaren fick han också debutera i Superettan med ett inhopp i 1-4-förlusten mot Trelleborgs FF den 25 juli 2020. Totalt blev det två framträdanden när klubben åkte ur näst högsta divisionen. Säsongen därpå ökade speltiden när Dalkurd FF nådde en andraplats i Ettan Norra 2021, och därefter besegrade GAIS i kvalet till Superettan. Väl tillbaka i andradivisionen etablerade sig Motaraghebjafarpour på riktigt som en ordinarie startspelare, men kunde inte hjälpa Dalkurd FF att klara kontraktet. En jumboplats innebar att klubben åkte ur Superettan 2022.
Efter nedflyttningen löpte Motaraghebjafarpours kontrakt med Dalkurd FF ut och han valde då att skriva på ett tvåårskontrakt med allsvenska Kalmar FF. I premiäromgången mot Malmö FF den 1 april 2023 fick Motaraghebjafarpour debutera i Allsvenskan, då han stod för ett inhopp i 0-1-förlusten.

## Landslagskarriär
Arash Motaraghebjafarpour har spelat för Sveriges U19-landslag men har utöver Sverige även möjlighet att representera Iran. 
Hans första blågula framträdande kom den 4 september 2021 när P18-landslaget förlorade med 0-3 mot Finland. Senare samma år togs Motaraghebjafarpour ut i kvaltruppen till U19-EM 2022 och spelade i två av tre matcher när Sverige tog sig vidare till den andra kvalrundan. Våren 2023 fick han speltid i alla tre matcher när Sverige åkte ut i den andra kvalrundan och missade U19-EM 2022.

## Statistik
| Klubb              | Säsong             | Liga                      | Liga    | Liga | Nationell cup | Nationell cup | Internationell cup | Internationell cup | Övrigt  | Övrigt | Totalt  | Totalt |
| Klubb              | Säsong             | Division                  | Matcher | Mål  | Matcher       | Mål           | Matcher            | Mål                | Matcher | Mål    | Matcher | Mål    |
| ------------------ | ------------------ | ------------------------- | ------- | ---- | ------------- | ------------- | ------------------ | ------------------ | ------- | ------ | ------- | ------ |
| Uppsala-Kurd FK    | 2018               | Division 3 Norra Svealand | 3       | 3    | -             | -             | -                  | -                  | -       | -      | 3       | 3      |
| Uppsala-Kurd FK    | 2019               | Division 4 Uppland        | 16      | 0    | -             | -             | -                  | -                  | -       | -      | 3       | 3      |
| Uppsala-Kurd FK    | 2020               | Division 3 Norra Svealand | 4       | 1    | -             | -             | -                  | -                  | -       | -      | 4       | 1      |
| Uppsala-Kurd FK    | Totalt             | Totalt                    | 23      | 4    | 0             | 0             | 0                  | 0                  | 0       | 0      | 23      | 4      |
| Dalkurd FF         | 2020               | Superettan                | 3       | 0    | 1             | 0             | -                  | -                  | 1       | 0      | 5       | 0      |
| Dalkurd FF         | 2021               | Ettan Norra               | 11      | 2    | 3             | 0             | -                  | -                  | 2       | 0      | 16      | 2      |
| Dalkurd FF         | 2022               | Superettan                | 25      | 2    | 0             | 0             | -                  | -                  | -       | -      | 25      | 2      |
| Dalkurd FF         | Totalt             | Totalt                    | 39      | 4    | 4             | 0             | 0                  | 0                  | 3       | 0      | 46      | 4      |
| Kalmar FF          | 2023               | Allsvenskan               | 18      | 0    | 1             | 0             | 0                  | 0                  | -       | -      | 19      | 0      |
| Kalmar FF          | 2024               | Allsvenskan               | 23      | 0    | 4             | 0             | -                  | -                  | -       | -      | 21      | 0      |
| Kalmar FF          | Totalt             | Totalt                    | 41      | 0    | 5             | 0             | 0                  | 0                  | -       | -      | 46      | 0      |
| Totalt i karriären | Totalt i karriären | Totalt i karriären        | 103     | 8    | 9             | 0             | 0                  | 0                  | 3       | 0      | 115     | 8      |